# Lycaena verityi
Lycaena verityi är en fjärilsart som beskrevs av Le Moult 1945. Lycaena verityi ingår i släktet Lycaena och familjen juvelvingar. Inga underarter finns listade i Catalogue of Life.